# Sojus 20
Sojus 20 ist die Missionsbezeichnung für den am 17. November 1975 gestarteten unbemannten Flug eines sowjetischen Sojus-Raumschiffs zur Raumstation Saljut 4. Es war der dritte Besuch eines Sojus-Raumschiffs bei dieser Raumstation und der 37. Flug im russischen Sojusprogramm.

## Missionsüberblick
Sojus 20 war eine modifizierte Variante (GRAU-Index 11F615A9) des Sojus-Raumschiffs und führte die komplette Überprüfung der verbesserten Bordsysteme des Raumfahrzeugs unter verschiedenen Flugbedingungen durch. Der gesamte Flug erfolgte automatisch. Das Raumschiff trug eine biologische Nutzlast. Lebende Organismen wurden drei Monate lang der Schwerelosigkeit ausgesetzt.